# Мижарка (Мехединци)
Мижарка (рум. Mijarca) насеље је у Румунији у округу Мехединци у општини Прунишор. Oпштина се налази на надморској висини од 330 m.

## Становништво
Према подацима из 2002. године у насељу је живело 79 становника, од којих су сви румунске националности.